# カな
「カな」（かな）は、ASA-CHANG&巡礼の2枚目のシングル。2004年10月20日にキューンミュージックから発売された。

## 解説
ASA-CHANG&巡礼2枚目のシングル。ASA-CHANG＆巡礼のコラボレイト・シングル・シリーズ第二弾は『ハナレグミ』をゲストボーカルに招いて収録された作品である。
ASA-CHANG本人は、「『背中』をマラソンに例えるなら、今作『カな』は100・走」と、語っており、ハナレグミの『永積タカシ』は、「風の音に乗ってどこからともなく『カなェ～かナう～』と聴こえてくる、これは日本のブルースです。」と語っている。
初回盤は紙ジャケット仕様で、「背中」のミュージック・ビデオを収録したDVDが付属している。
「カな」のミュージック・ビデオは、「ライブのジュンレイ」に、収録されている。

## 収録曲
- CD

1. カな feat.ハナレグミ[3:27]
  - 作詞：ASA-CHANG　作曲、編曲：ASA-CHANG&巡礼
2. マダム・ベル[9:36]
  - 作詞：U-zhaan　作曲、編曲：ASA-CHANG、U-zhaan、浦山秀彦
3. カな (Instrumental)[3:23]
  - 作曲、編曲：ASA-CHANG&巡礼

- DVD（初回盤のみ付属）

1. 背中（ミュージック・ビデオ）
  - 監督：掛川康典、生西康典